# Música popular africana

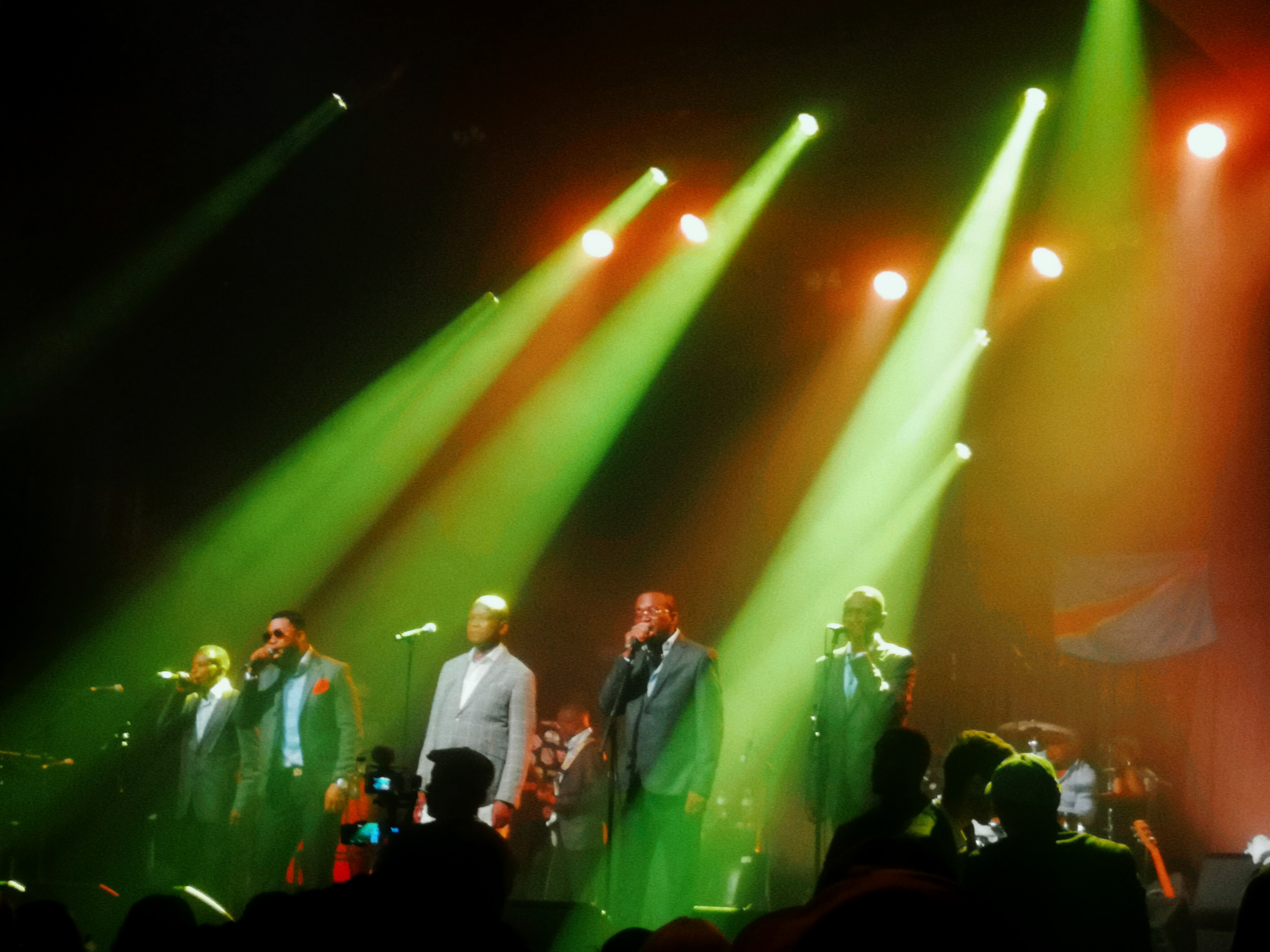
Zaïko Langa Langa, uno de los grupos africanos más populares, en concierto en Bruselas.

Música popular africana como la música tradicional africana es vasta y variada.
La mayor parte de géneros contemporáneos de la música popular africana se construyen con la polinizan y el cruce con la música popular occidental. Muchos géneros de música popular como el blues y rumba congoleña, derivan de varios grados de tradiciones musicales del continente africano, llevados a América por los esclavos. Estos ritmos y sonidos han sido adaptados por géneros nuevos como el rock o el rhythm and blues.
Además, la música popular africana ha adoptado elementos, particularmente instrumentos musicales y técnicas de grabación en estudio de la música occidental. Los africanos han estado por más de 200 de años esclavitud así que hay diferentes tipos de bailes y música pero te voy a decir algunos instrumentos que son las marimbas, tambores cónicos y las marimbas (en la época de la colonia)

## Géneros
Algunos de los géneros de la música popular africana son:
| - Afrobeat - Apala - Benga - Bikutsi - Bongo Flava - Kapuka o boomba - Cape jazz - Chimurenga - Fuji - Genge - Highlife - Hiplife - Begula | - Isicathamiya - Jit - Jùjú - Kilalaky - Kizomba - Kuduro - Kwaito - Kwela - Makossa - Maloya - Marimba - Marrabenta | - Mbalax - Mbaganga - Mbube - Morna - Museve o sungura - Palm-wine - Raï - Rumba congoleña - Sakara - Salegy - Salsa - Segá - Soukous - Taarab - Reggueton |